# Мартін Рубеш
Мартін Рубеш (16 вересня 1996 , Карлові Вари ) — чеський фехтувальник на шпагах, бронзовий призер Олімпійських ігор 2024 року.

## Виступи на Олімпіадах
| Олімпіада  | Дисципліна          | Місце |
| ---------- | ------------------- | ----- |
| Париж 2024 | індивідуальна шпага | 28    |
| Париж 2024 | командна шпага      | 3     |